# Замок Фінкенштайн
Замок Фінкенштайн (нім. Burgruine Finkenstein) біля міста Фінкенштайн-ам-Фаакер-Зеє землі Каринтія Австрії. Замок лежить на схилах гірського хребта Караванке над озером Фаакер-Зеє.

## Історія
Замок належав герцогам Каринтії, які передали його своїм міністеріалам, які від замку стали зватись фон Фінкенштайн. На 1223 дійшло до суперечки Генріха фон Фінкенштайна з єпископ Бамбергу Генріхом І (нім. Heinrich I. von Bilversheim) за право контролю переїзду через річку Ґайль. Після вигасання династії фон Фінкенштайнів замок перейшов до герцогів Каринтії, якими з 1335 були Габсбурги. Імператор Максиміліан I передав замок володіння Фінкенштайном Сигізмунду фон Дітріхштайну  (нім. Siegmund von Dietrichstein). Дітріхштайни розбудували замок і володіли ним до 1861 року. З кінця XVIII ст. замок стоїть покинутим.
Найстаріша частина замку збудована у романському стилі. У 2-й пол. XV ст. замок перебудували у готичному стилі. Другі східні ворота збудували після 1508 р., а біля третіх воріт стоїть вежа XIV–XV ст. У південному крилі видніється колишня каплиця св. Ваофоломія.
Теперішні власники влаштували біля входу до замку концертну арену на 1.500 місць, яка використовується для фестивальних вистав у липні-серпні кожного року.

## Джерела

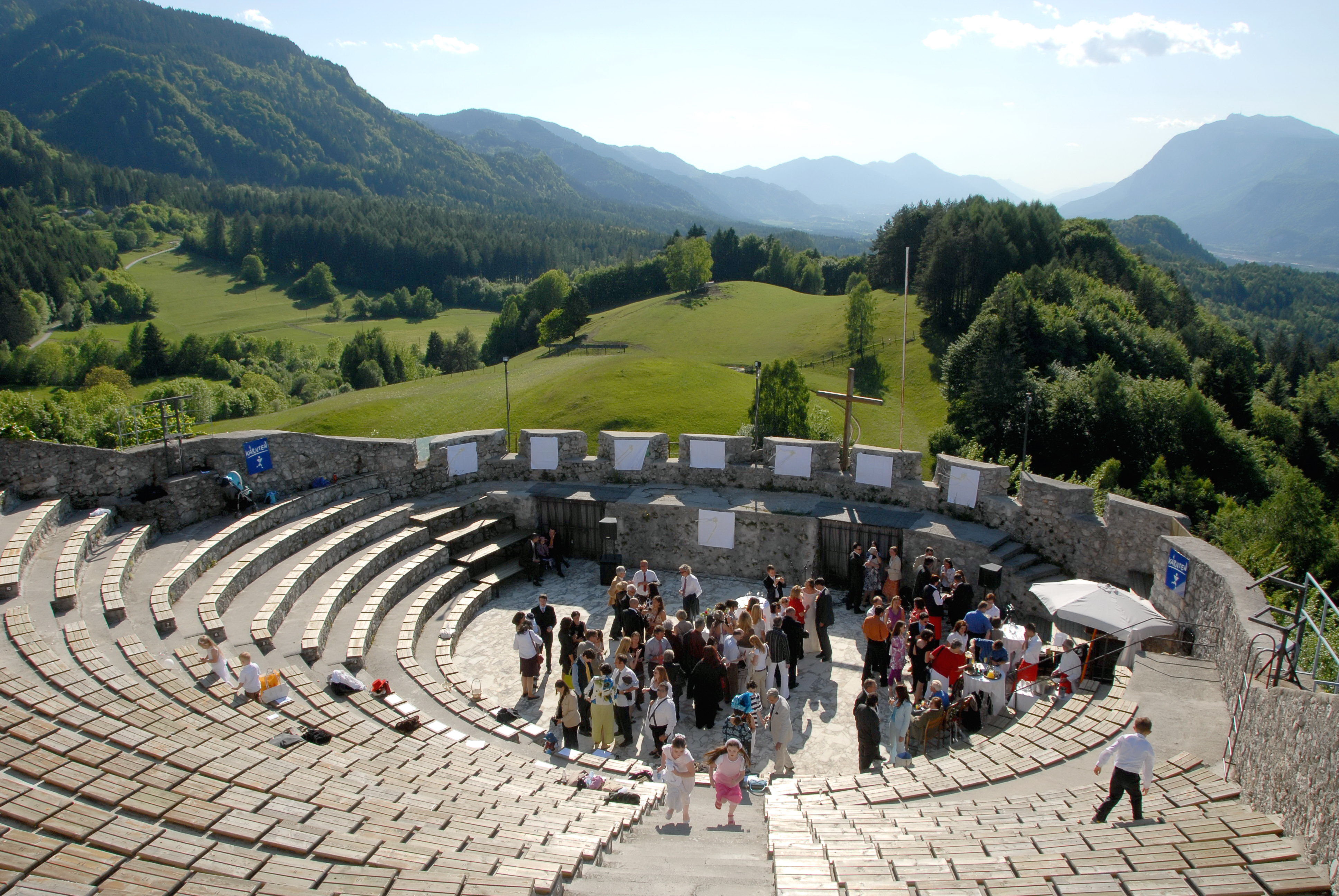
Арена біля замку